# Alfonso García Tejero
Alfonso García Tejero (Consuegra, 1818 - Madrid, 19 de septiembre de 1890) fue un escritor español del Romanticismo.

## Biografía
Era hijo del intendente de rentas Alfonso García Tejero y de Juana Ordóñez, de Madrid. Cursó latín y filosofía en la Universidad de Toledo, y en Madrid Medicina en el Colegio de Medicina y Cirugía de San Carlos, licenciándose como médico cirujano, aunque Bada dice que abandonó la carrera de medicina por la literatura. De férrea ideología demócrata, pero tolerante y católico, padeció cárcel, destierros y censuras a causa de sus ideas y sobrevivió entregándose a la escritura de folletines. Fue redactor de El Huracán (1840-1843) junto a Juan Martínez Villergas y fue amigo de Wenceslao Ayguals de Izco; en 1842 participó en El Centinela de Aragón: Periódico Diario, Propagador de Doctrinas Democráticas de Teruel, muy hostigado por las denuncias incansables del fiscal Antonio Torres; colaboró en El Fandango (1844); estuvo en la cárcel de Ciudad Real por una supuesta conspiración republicana; años después, por el folleto satírico El turrón de la boda y las calabazas (1846), denunciado por real orden, sufrió una larga persecución. Colaboró en El Dómine Lucas y en el Semanario Pintoresco Español y fundó y dirigió El Miliciano. Periódico Defensor de la Libertad del Pueblo (del 22 de julio al 29 de septiembre de 1854) durante la revolución de 1854, y en ese año fue candidato a la diputación a Cortes por la provincia de Ciudad Real, obteniendo, según su biógrafo Fernando Bada, considerable número de votos; también estuvo en El Paleto (1859-1865); sus últimos trabajos aparecieron en El Mundo de los Niños. Escribió una inspirada poesía lírica de genuino tono popular y callejero (sátiras, letrillas, romances, coplas de ciego, leyendas), novelas históricas y dramas románticos y colaboró en la prensa demócrata de su época. Es importante su exitosa obra en tres tomos El pilluelo de Madrid (1844), una miscelánea de prosa narrativa y versos de la que se publicaron tres ediciones. También es interesante su novela Madrid de noche (1863) y se le debe una importante Historia político-administrativa de Mendizábal (1858), en dos volúmenes y un largo poema sobre el caudillo carlista Ramón Cabrera en dos volúmenes, El caudillo de Morella (1849), inspirado en la Vida militar y política de Cabrera de Buenaventura de Córdoba. Escribió además dos folletos políticos en prosa y verso; uno, Tempestad política... (1850) comenta la Revolución de 1848 y las doctrinas del Manifiesto comunista ansiando un equilibrio de "Paz, orden y progreso". En el posterior La fe de los partidos (1860) señala la crisis política de los partidos antiguos y critica a los neocatólicos. Participó en la comisión encargada de coronar al poeta Manuel José Quintana. En su poesía, originalísima, fresca y llena de inspiración popular, destaca La biblioteca de un ciego, donde se crea un heterónimo bohemio; perdió a su hijo mayor en 1866, y a su hija Gertrudis en 1876.
Participó en una de las juntas de la revolución de 1868. Así, en el Sexenio democrático fue nombrado jefe de Fomento en Sevilla a comienzos de 1869 por Ruiz Zorrilla; fue trasladado con el mismo cargo a Madrid por Echegaray, y luego (noviembre de 1871) Telesforo Montejo lo nombró inspector de ferrocarriles de primera clase; tras publicar El cancionero de Sevilla (1872), su última gran obra, cesó en ese cargo el 21 de junio de 1872. En 1874 fue nombrado jefe de la sección de Fomento en Cáceres. El 21 de septiembre de 1890, La Correspondencia de España daba aviso de que había fallecido en Madrid "anciano y olvidado, el distinguido literato y periodista don Alfonso García Tejero, que hace cuarenta años tenía verdadera notoriedad en la república de las letras".

## Obras
- El romancero histórico. Vidas de españoles célebres. (Madrid: Establecimiento tipográfico de Francisco Abienzo, 1859). Contiene episodios de diversos personajes históricos españoles (militares, reyes, conquistadores, escritores, pintores y marinos) desde el siglo VIII al XIX: Pelayo, el Cid, Jaime el Conquistador, Alfonso X el Sabio, Guzmán el Bueno, Girón, Isabel la Católica, Gonzalo de Córdoba, Cristóbal Colón, Hernán Cortés, Pizarro, Juan de Alarcón, el Duque de Alba, el Cardenal Cisneros, Santa Teresa, fray Luis de León, fray Luis de Granada, Juan de Mena, Garcilaso, Moreto, Calderón, Cervantes, Quevedo, Velázquez, Ribera, Murillo, Goya, Roger de Lauria, Álvaro de Bazán, Barceló y Gravina.
- Romances históricos (1841)
- Los misterios de Madrid (1845)
- El turrón de la boda y Las calabazas; folleto joco-serio [S. l.], [s. n.], 1846.
- El donado de San Gil, ¿1846?[10]
- El colegial de San Carlos, ¿1846?[10]
- La biblioteca de un ciego: obra popular, satírica, de costumbres (1849)
- El cancionero de Sevilla (1872)
- El pilluelo de Madrid (1844). (Tomo I: El pilluelo de Madrid. Sombras chinescas. La flor de Castilla: Partes I a III. Tomo II: La flor de Castilla, IV parte. La vega de Toledo Poesías. Letrillas. Cantos lúgubres. Tomo III: Historia de mi discípulo Mendruguillo. Sombras chinescas. Letrillas. Martirios y delirios. Tuvo una segunda edición en 1845, y una tercera en el decenio siguiente.)
- El Conde de Olivares: Leyenda histórica. Tomo I: Madrid: Establecimiento tipográfico de D. F. A. Ferner, 1848; tomo II, Madrid: Establecimiento tipográfico de D. J. Llorente, 1848.
- El desterrado de Gante (1852)
- El caudillo de Morella. Poema (Madrid: Imp. de D. M. R. y Fonseca, 1849, 2 vols.)
- El hechicero de Sancho, el Bravo, Madrid, José M. Ducazcal, 1858. Contiene al final un retrato grabado y una biografía del autor por Fernando Bada. Fue traducida al portugués (Lisboa, 1875).
- Historia político-administrativa de Mendizabal (1858), 2 vols.
- El cantor de las montañas: Leyendas populares. Madrid, Imprenta de la Soberanía Nacional, 1855.
- Con Fernando Bada, La esmeralda prodigiosa, drama leído en septiembre de 1864.[11]
- Con otros autores, Almanaque de La Risa para 1867. Ramillete de flores, ortigas y abrojos
- El diablo cazador, 1867, obra humorística por entregas. La primera es de la primera semana de diciembre.[12]
- El Conde Maldito; ó, la edad de hierro: Poema (1880)
- Cuadros populares de la Coronada Villa; o maravillas del Manzanaress; obra satírica de costumbres, escrita en verso y dedicada al diputado a cortes don Santiago Alonso Cordero, Madrid: Imp. Niceto Hernández de Fuentes, 1847.
- El guardia del rey (cuento sobre Alfonso X el Sabio publicado por entregas en el Semanario Pintoresco Español)
- El trovador católico: Cantos religiosos, plegarias, himnos, meditaciones y poesías filosófico-morales (Madrid: Impr. de Jacobo María Luengo, 1865)
- Madrid de noche. Cuadros sociales, dramas y misterios contemporáneos. (Madrid, Imp. de Manuel Minuesa, 1863)
- La fé de los partidos; Exámen critico-filosofico de la decadencia de los Viejos Partidos, con el retrato de la nueva justicia y temible secta de los neo-catolicos, Madrid, Establecimiento Tipográfico de J. A. Ortigosa 1860.
- La tempestad política; folleto crítico filosófico, en prosa y verso, en el que se describe la situación de Europa, y se combaten ciertas doctrinas anárquicas y antisociales Madrid: Imp. de José Redondo Calleja, 1850.
- Las astucias de Fermín: comedia en un acto y en verso, 1868, manuscrita.
- Con José Ferrer, Julián Santín Quevedo, Andrés Avelino Benítez, Luis Díaz y Montes y otros, Proscriptos y encarcelados. Corona cívica dedicada a los mártires de la libertad española por una Sociedad de Jóvenes Patriotas. Madrid: Imprenta de D. Fco. Fuertes, 1845.